# Piper calanyanum
Piper calanyanum är en pepparväxtart som beskrevs av Trel. & Yunck.. Piper calanyanum ingår i släktet Piper och familjen pepparväxter. Inga underarter finns listade i Catalogue of Life.